# Milly Carlucci (album)
Milly Carlucci è un album di Milly Carlucci pubblicato su etichetta Five Record nel 1984.
Nella primavera del 1984 Milly Carlucci passa alla Fininvest come prima donna del varietà televisivo del sabato sera di Canale 5 Risatissima, affiancata da una serie di comici: Lino Banfi, Ric e Gian (Riccardo Miniggio e Gian Fabio Bosco), Renato Pozzetto, Massimo Boldi, Marco Columbro, Mauro Di Francesco, Gigi e Andrea (Gigi Sammarchi e Andrea Roncato).
In concomitanza della trasmissione la soubrette pubblica il suo primo album discografico per l'etichetta berlusconiana, composto interamente da cover riarrangiate in chiave italo disco, genere tutto italiano molto in voga in quegli anni.
L'album, registrato ai Redwing Studios di Los Angeles, è prodotto da Christian De Walden, musicista italo americano già produttore tra gli altri di Amanda Lear, Laura Branigan e Nikka Costa.
Il disco contiene anche la sigla di coda interpretata dalla cantante, Sentimental Journey e vede la partecipazione del celebre percussionista brasiliano Paulinho Da Costa.
Il disco è stato stampato in un'unica edizione in vinile, e mai ristampato in CD, in digitale o per le piattaforme streaming.

## I musicisti
- Voce: Milly Carlucci
- Arrangiamenti: Christian De Walden
- Percussioni: Paulinho Da Costa
- Chitarre: John Goodsall

## Tracce
1. I wanna be loved by you
2. Personalità
3. As time goes by
4. It's now or never
5. Voglio amarti così
6. Magic moments
7. Sentimental journey
8. Little darling
9. Put your head on my shoulder
10. Chariot
11. Chissà chissà chissà
12. Non dimenticar